# Монлеале
Монлеале (итал. Monleale) је насеље у Италији у округу Алесандрија, региону Пијемонт.
Према процени из 2011. у насељу је живело 118 становника. Насеље се налази на надморској висини од 297 м.

## Становништво
| 1936. | 1951. | 1961. | 1971. | 1981. | 1991. | 2001. | 2011. |
| ----- | ----- | ----- | ----- | ----- | ----- | ----- | ----- |
| 991   | 982   | 934   | 850   | 768   | 697   | 634   | 593   |